# Bánffy János (honvédtiszt)
Losonczi báró Bánffy János (Holtmaros vagy Torda, 1817. – Szilágybagos, 1852.), honvédezredes.

## Élete
A főnemesi losonci báró Bánffy családnak a sarja. Apja báró Bánffy János, földbirtokos, anyja Herczeg Ágnes. A kézdivásárhelyi katonai nevelőintézetben végzett tanulmányok után 1833-ban zászlósi rangban lépett a császári hadsereg 2. (Sándor) gyalogezredébe. 1844-től főhadnagyként szolgált a 11. (székely) huszárezredben. 1848 szeptemberétől századosi rangban átlépett a Kolozsváron szervezett 11. honvédzászlóaljba. Alakulatával részt vett a román felkelők ellen vívott Torda és Nagyenyed környéki harcokban. A harcok után őrnaggyá és zászlóaljának parancsnokává nevezték ki. Kolozsvár november 18-ai feladása után zászlóaljával a Csucsai-szorosig vonult vissza, majd részt vett az erdélyi hadsereg újjászervezésében. December második felében kiválóan szerepelt az észak-erdélyi felszabadító hadműveletekben, ezért Bem alezredessé és dandárparancsnokká léptette elő. Közvetlenül Bem parancsnoksága alá rendelve részt vett a dél-erdélyi hadműveletekben, Nagyszeben elfoglalása (1849. március 11.) után kiérdemelte a Magyar Katonai Érdemrend III. osztályát és az ezredesi rangot. Erdély felszabadítása után, ő vezette Bem Temesközbe induló két hadosztályának egyikét. A sikeres hadjáratot követően megkapta a Magyar Katonai Érdemrend II. osztályát és hadosztályát a Délvidéken harcoló IV. hadtestbe osztották be. Július végétől betegsége miatt nem teljesített szolgálatot. 
A világosi fegyverletétel után egy ideig bujkált, majd önként jelentkezett a császári hatóságoknál. Egy év vizsgálati fogság után szabadon engedték.